# 彌勒山轉向站
彌勒山轉向站（英語：Nei Lak Shan Angle station）是昂坪360其中一個轉向站，站體位於離島區昂坪以北彌勒山山腰，轉向角度約有20度。
昂坪360全長5.7公里，中途設有兩個轉向站。纜車由昂坪開出後，經7號及6號纜塔後進入彌勒山轉向站，纜車在此會轉向然後下降，經機場島轉向站往東涌，反之亦然。

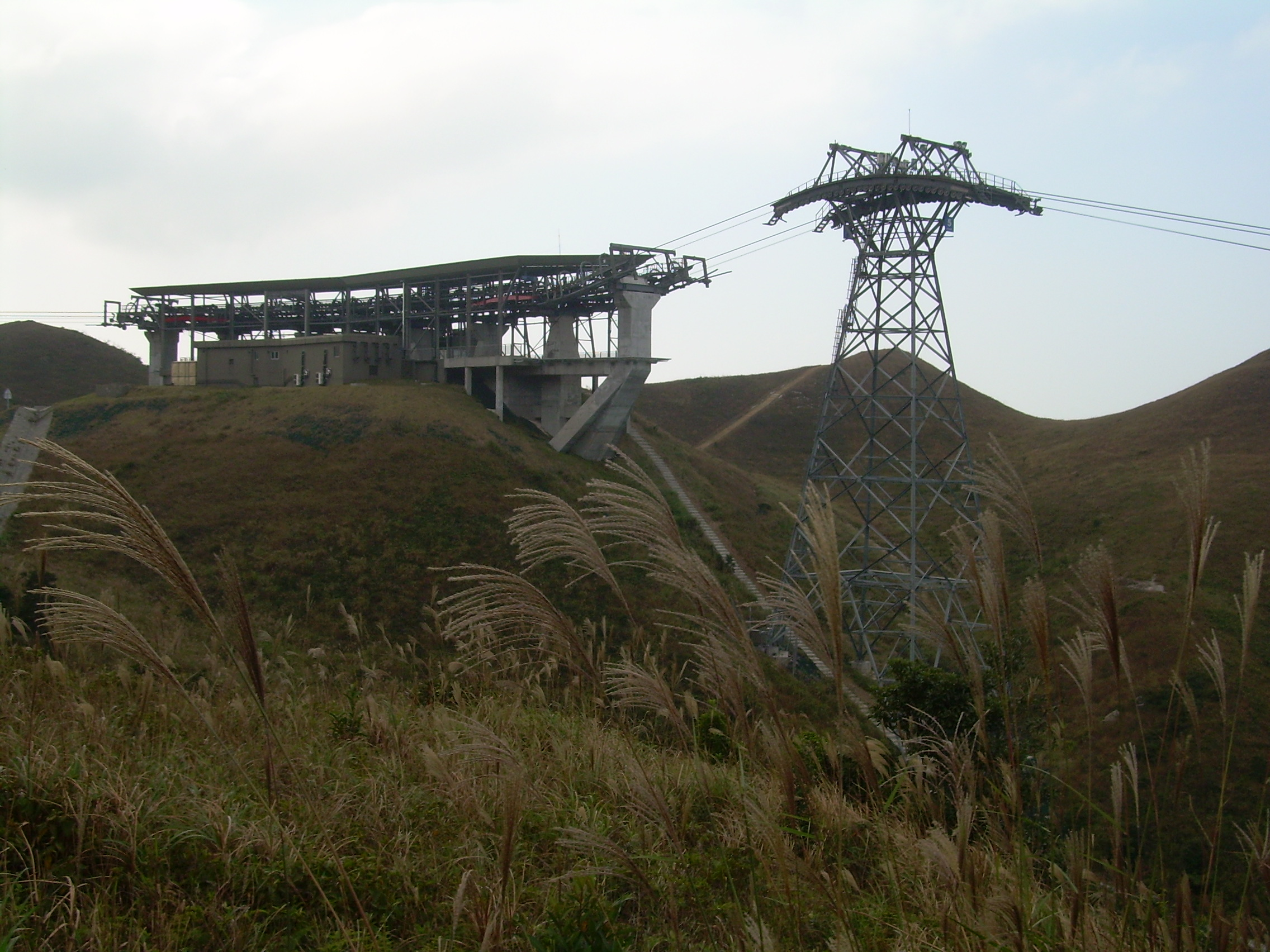
彌勒山轉向站
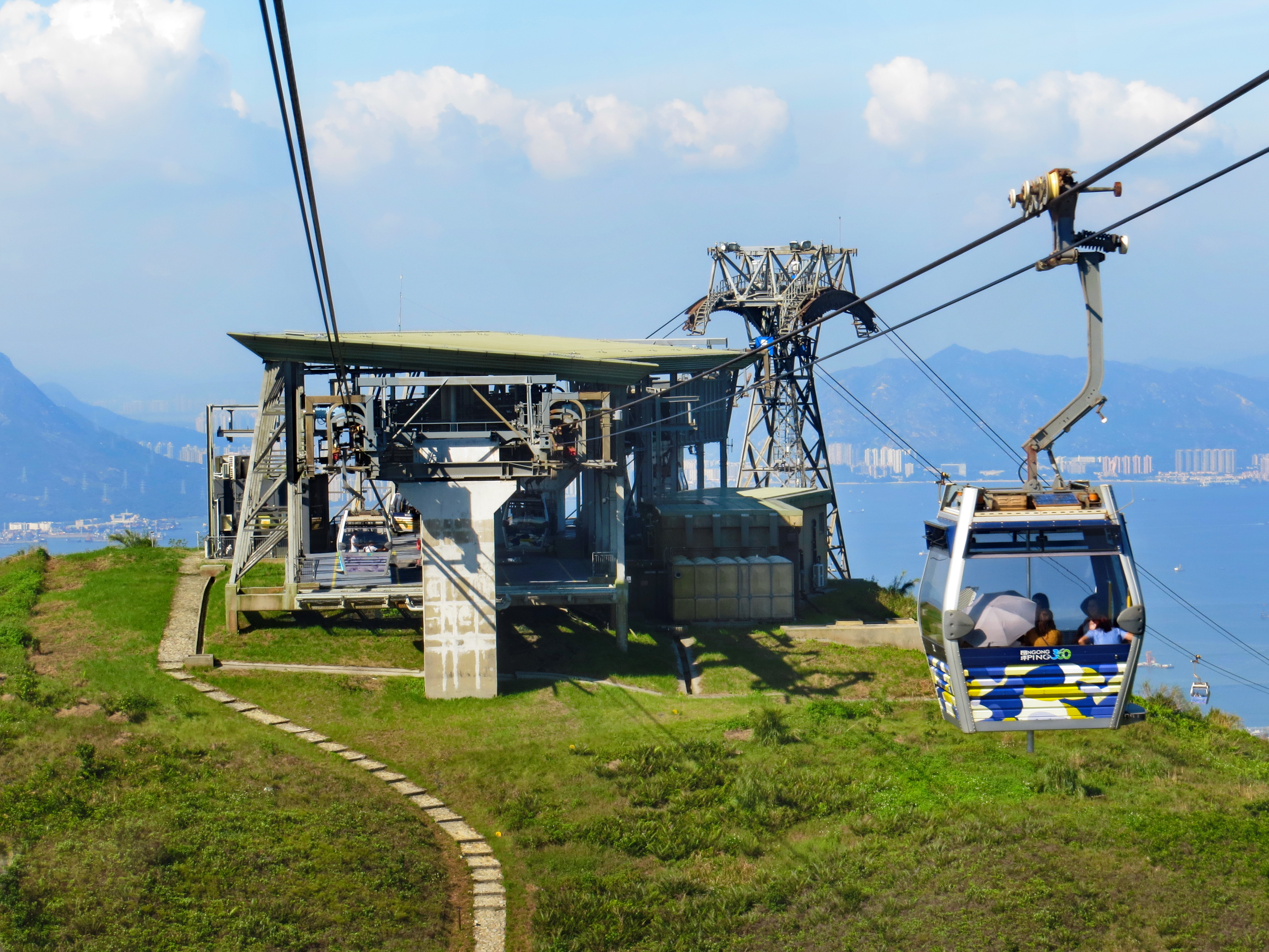
彌勒山轉向站，後方為5號纜塔。